# Bristowiella seychellensis
Bristowiella seychellensis là một loài nhện trong họ Lycosidae.
Loài này thuộc chi Bristowiella. Bristowiella seychellensis được William Syer Bristowe miêu tả năm 1973.